# Rio Surumu
Rio Surumu är ett vattendrag i Brasilien.   Det ligger i delstaten Roraima, i den norra delen av landet, 2 500 km nordväst om huvudstaden Brasília.
Trakten runt Rio Surumu består i huvudsak av gräsmarker. Trakten runt Rio Surumu är nära nog obefolkad, med mindre än två invånare per kvadratkilometer.